# Version 3.0
Version 3.0 – trzeci album studyjny polskiej grupy muzycznej Desdemona. Wydawnictwo ukazało się 28 czerwca 2004 roku nakładem wytwórni muzycznej Metal Mind Productions. Nagrania zostały zarejestrowane w częstochowskim Studio 333. Wszystkie kompozycje nagrał, zmiskował i zmasterował Bartłomiej Kuźniak.

## Lista utworów
Opracowano na podstawie materiału źródłowego.
1. „Zombie” - 04:16
2. „The Sinner” - 02:54
3. „Eternal Flame” - 03:43
4. „Midion” - 05:14
5. „Brumgia” - 05:36
6. „Sleepwalkers” - 06:16
7. „Sound 3.1” - 04:09
8. „You Fucker...” - 04:00
9. „The Longing” - 06:17
10. „Sound 3.2” - 04:24
11. „No More Lies” - 05:12
12. „The Orgasm” - 09:52